# Love drops
Love drops es el primer mini álbum lanzado por la cantante Hayami Kishimoto el 20 de septiembre del año 2007. Este álbum contiene 8 pistas de amor. Se posicionó en el puesto #47 en las listas de venta.
Todos los temas del álbum fueron compuestos por la misma Hayami Kishimoto. Algunas de estas canciones las canto en un live performances en un Thursday Live de GIZA studio, como anuncio de sus nuevas canciones para este miniálbum. El álbum tiene 5 canciones nuevas además de "JUMP!NG GO☆LET'S GO⇒" y "PEACH:LIME//SHAKE".
Este Álbum además traía como bónus un libro el cual se llama "LOVE DROPS FASHION BOOK". En este fashion book hay fotos de Hayami con sus ropas de diseño propio.

## Canciones
1. JUMP!NG↑GO☆LET'S GO⇒
2. tell me, tell me
3. WAKE UP MY SOUL
4. I miss you
5. CAN'T STOP THE MUSIC
6. 笑う君と (Warau Kimi to)
7. Venus 18
8. PEACH:LIME//SHAKE